# Monte Vista (Colorado)
Pour les articles homonymes, voir Monte Vista.
Monte Vista est une ville américaine située dans le comté de Rio Grande dans le Colorado.
D'abord appelée Lariat et Henry, la ville adopte son nom actuel en 1886.

## Démographie
Selon le recensement de 2010, Monte Vista compte 4 444 habitants. La municipalité s'étend sur 2,61 milles carrés (6,76 km2).
| 1890 | 1900 | 1910  | 1920  | 1930  | 1940  |
| ---- | ---- | ----- | ----- | ----- | ----- |
| 780  | 556  | 2 544 | 2 484 | 2 610 | 3 208 |

| 1950  | 1960  | 1970  | 1980  | 1990  | 2000  |
| ----- | ----- | ----- | ----- | ----- | ----- |
| 3 272 | 3 385 | 3 909 | 3 902 | 4 324 | 4 529 |

| 2010  | - | - | - | - | - |
| ----- | - | - | - | - | - |
| 4 444 | - | - | - | - | - |